# Phytoecia gaubilii
Phytoecia gaubilii är en skalbaggsart som beskrevs av Étienne Mulsant 1851. Phytoecia gaubilii ingår i släktet Phytoecia och familjen långhorningar. Inga underarter finns listade i Catalogue of Life.